# Nicolaas Vijgh
Nicolaas Vijgh (onbekend - 1663) was een Nederlandse edelman uit het geslacht Vijgh. Hij was heer van Ubbergen en Sleeburg en burgemeester van Nijmegen.

## Levensloop
Nicolaas Vijgh werd geboren als zoon van Karel Vijgh en Johanna van Boinenburg genaamd Honstein. Zijn geboortedatum is onbekend. In 1625 werd hij vaandrig. In de stad Nijmegen bekleedde Nicolaas diverse functies: in 1630 was hij schepen en raad, gevolgd door het burgemeesterschap. Van 1632 tot 1662 was hij lid van de Ridderschap van het Kwartier van Nijmegen. Ook was Nicolaas lid van de Raad van State.

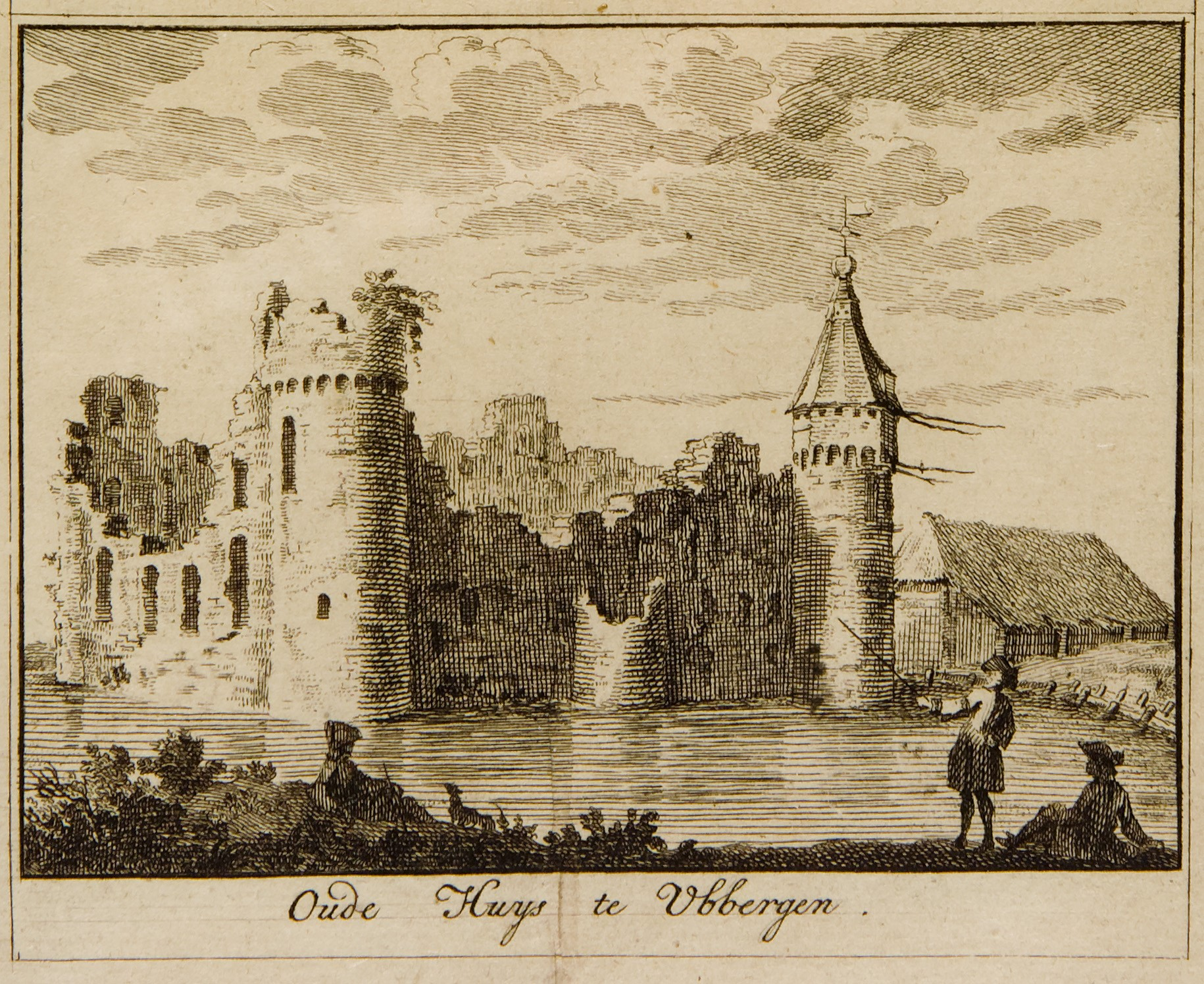
Ruïne van het middeleeuwse Huis te Ubbergen, waar Nicolaas Vijgh de eigenaar van was.

In 1628 werd hij beleend met het Huis te Ubbergen en de bijbehorende heerlijkheid. Het huis was in 1581 afgebrand, maar Nicolaas maakte het slot rond 1630 weer bewoonbaar en besteedde veel aandacht aan de tuinaanleg.
In 1631 werd Nicolaas het burgerrecht van de stad Nijmegen geschonken.
In 1633 trad hij in het huwelijk met Geertruid Hackfort. Een jaar later kwam Geertruid in bezit van het kasteel Schaffelaar. Hun zoon Karel zou haar opvolgen als heer van de Schaffelaar. Na het overlijden van Geertruid hertrouwde Nicolaas in mei 1640 met Odilia van Raesfelt. Dit huwelijk vond plaats in Zoelen.
Nicolaas was geïnteresseerd in de oudheid. In Ubbergen deed hij diverse bodemvondsten, waarover hij correspondeerde met oudheidkundige Johannes Smetius.
Nicolaas Vijgh overleed in 1663. Zijn zoon Hendrik volgde hem op als heer van Ubbergen.

## Kinderen
Uit het huwelijk met Geertruid Hackfort kwamen de volgende kinderen voort:
- Karel, heer van de Schaffelaar (1634-1657)
- Hendrik, heer van Ubbergen (1635-1675)

Met Odilia van Raesfelt kreeg hij de volgende kinderen:
- Diederik (overleden 1666)[3]
- Arnold (overleden 1673)
- Geertruid, vrouwe van Ubbergen (overleden 1714)